# Frederic George Stephens
Frederic George Stephens (Londra, 1828 – Londra, 9 marzo 1907) è stato un critico d'arte britannico, è stato inoltre uno dei due membri "non artisti" della confraternita dei Preraffaelliti.

## Biografia
Frederic George Stephens nacque da Septimus Stephens di Aberdeen e da Ann Cooke a Walworth a Londra e crebbe a Lambeth. A causa di un incidente nel 1837 divenne disabile fisicamente motivo per il quale ebbe un'educazione privata, più tardi frequentò la University College School di Londra. Nel 1844 entrò nella Royal Academy dove incontrò John Everett Millais e William Holman Hunt. Entrò a far parte della confraternita dei preraffaelliti nel 1848, posando spesso come modello nei quadri; come in Ferdinand Lured by Ariel di Millais nel 1849 e Jesus Washing Peter's Feet (Gesù lava i piedi di Pietro) di Ford Madox Brown tra il 1852 e il 1856.
Deluso dal suo scarso talento artistico abbandonò la pittura e si dedicò alla critica artistica. Dichiarò di aver distrutto tutti i suoi quadri nel 1850 ma tre suoi dipinti e un disegno a matita sono conservati alla Tate Gallery: The Proposal (The Marquis and Griselda) (la proposta di matrimonio, il marchese e Griselda) del 1850 circa, Morte d'Arthur dipinto tra il 1850 e il 1855 circa, Mother and Child (madre e bambino) del 1854 circa e il disegno di sua madre sempre del 1850.
Comunicò gli scopi della confraternita al pubblico, divenne critico d'arte e più tardi il curatore artistico del periodico Athenaeum mentre scriveva come freelance per alcuni altri periodici di storia dell'arte nel continente e negli Stati Uniti come Art Journal e Portfolio. Contribuì alla rivista dei preraffaelliti The Germ sotto lo pseudonimo di Laura Savage e quello di John Seward. Durante questo periodo fu fortemente influenzato da Dante Gabriel Rossetti al quale acconsentì di scrivere recensioni del suo lavoro con il nome di Stephen.
Il primo lavoro di Stephens sulla storia dell'arte fu Normandy: its Gothic Architecture and History (Normandia: la sua architettura gotica e la sua storia) del 1865, a cui seguirono Flemish Relics (reliquie fiamminghe) del 1866 e delle monografie su William Mulready nel 1867 e Edwin Landseer nel 1869. Nel 1873 cominciò a pubblicare sull'Athenaeum un centinaio di articoli sul collezionismo britannico comprendendo le collezioni d'arte più importanti ma quelle minori, con l'intento di incoraggiare la middle class al patrocinio dell'arte.
Fu anche custode dei disegni e delle stampe del British Museum e scrisse molte delle introduzioni dei Cataloghi del museo dal 1870 in poi. Nel 1875 si caratterizzò più per la sua attività di storico dell'arte che di critico e dal 1877 fino al 1890 contribuì alla redazione dei cataloghi della Grosvenor Gallery. Quando Rossetti morì collaborò alla stesura del suo elogio funebre apparso sull'edizione dell'Athenaeum data 15 aprile 1882.
Stephens fece una critica negativa del quadro Triumph of the Innocents (il trionfo degli innocenti) del 1885 di William Holman Hunt, deprecando la commistione tra iperealismo e fantasia, Hunt si vendicò quasi vent'anni dopo con un attacco sarcastico nella seconda edizione del suo Pre-Raphaelitism and the Pre-Raphaelite Brotherhood (preraffaellitismo e la confraternita dei preraffaelliti) del 1914.
Nel 1894 Stephens pubblicò un'edizione di Portfolio monografica su Rossetti. Fece un saggio sull'arte con Henry Duff Traill Social England: a Record of the Progress of the People tra il 1893 e il 1897 definendo il preraffaellitismo continuazione della tradizione dell'arte britannica. Questo contraddiceva la visione della confraternita che si vedeva unicamente come una rifioritura dell'arte del passato. Nel 1895 pubblicò un libro su Lawrence Alma-Tadema e nel 1898 una recensione postuma su Millais in cui lo criticava per il suo lavoro povero e mal progettato.
Altri artisti su cui ha scritto sono Thomas Bewick, Edward Burne-Jones, George Cruikshank, Thomas Gainsborough, William Hogarth, Edwin Landseer, William Mulready, Samuel Palmer, Joshua Reynolds, Thomas Rowlandson, Sir Antoon Van Dyck, e Thomas Woolner.
La visione conservatrice dell'arte moderna lo portò a disprezzare l'impressionismo chiudendo così una collaborazione di quarant'anni con Athenaeum.
Stephens si sposò con l'artista Rebecca Clara Dalton nel 1866 da cui ebbe un figlio (Holman Fred Stephens 1869-1931), al censimento del 1881 la famiglia viveva al numero 10 di Hammersmith Terrace a Hammersmith. Quando morì nel 1907 fu sepolto al Brompton Cemetery. Gran parte della su collezione d'arte e dei suoi libri furono venduti all'asta nel 1916 dopo la morte della moglie, suo figlio lasciò in eredità diverse opere d'arte alla Tate Gallery.